# Dzununcán
Dzununcán är en ort i Mexiko.   Den ligger i kommunen Motul och delstaten Yucatán, i den östra delen av landet, 1 000 km öster om huvudstaden Mexico City. Dzununcán ligger 8 meter över havet och antalet invånare är 244.
Terrängen runt Dzununcán är mycket platt. Runt Dzununcán är det ganska tätbefolkat, med 111 invånare per kvadratkilometer. Närmaste större samhälle är Motul, 2,9 km väster om Dzununcán. Trakten runt Dzununcán består till största delen av jordbruksmark.